# Les Plus Grands Succès de Mireille Mathieu
Albums de Mireille Mathieu
20 chansons d'or
(1984) Les Plus Grands Succès, volume 1 : 1966-1970
(1988)
Les Plus Grands Succès de Mireille Mathieu est une compilation de la chanteuse française Mireille Mathieu sortie en 1988 sous le label Carrère, incluant le titre inédit  L'Enfant que je n'ai jamais eu. Toutes les autres chansons sont des succès de Mireille Mathieu de 1966 à la fin des années 1980. 
La compilation recevra un double disque d'or pour plus de 200 000 ventes.

## Chansons de la compilation
| No  | Titre                              | Durée      |
| --- | ---------------------------------- | ---------- |
| 1.  | L'Enfant que je n'ai jamais eu     | 3 min 27 s |
| 2.  | La Dernière Valse                  | 3 min 06 s |
| 3.  | Mon credo                          | 2 min 48 s |
| 4.  | Viens dans ma rue                  | 2 min 29 s |
| 5.  | Qu'elle est belle                  | 2 min 14 s |
| 6.  | Paris en colère                    | 2 min 37 s |
| 7.  | J'ai gardé l'accent                | 3 min 28 s |
| 8.  | Pardonne-moi ce caprice d'enfant   | 3 min 23 s |
| 9.  | Une histoire d'amour               | 3 min 00 s |
| 10. | Une femme amoureuse                | 4 min 04 s |
| 11. | Acropolis Adieu                    | 3 min 25 s |
| 12. | A Blue Bayou                       | 3 min 57 s |
| 13. | Tous les enfants chantent avec moi | 3 min 24 s |
| 14. | Santa Maria de la mer              | 3 min 37 s |
| 15. | Mille colombes                     | 3 min 49 s |
| 16. | La Paloma adieu                    | 3 min 49 s |

## Classements
| Pays   | Meilleure position | Certification | Ventes  |
| ------ | ------------------ | ------------- | ------- |
| France | 15                 | 2 × Or        | 200 000 |